# Allgemeine Elektricitäts-Gesellschaft
Pour les articles homonymes, voir AEG.
Allgemeine Elektricitäts-Gesellschaft (AEG, soit « société générale d'électricité ») était un fabricant allemand d'équipements électroniques et électriques grand public (articles ménagers), de matériel roulant ferroviaire ainsi que de matériels spécialisés pour l'industrie et l'armée. 
Elle avait été fondée en 1883 par Emil Rathenau et fut dissoute en 1996, pour former, avec ABB Henschel, la société Adtranz (ABB Daimler-Benz Transportation), la partie Power et T&D de l'entreprise étant vendue à GEC-Alsthom.
En 2005, Electrolux Suède rachète AEG (tout comme elle l'avait déjà fait avec le géant italien de l'électroménager blanc ZANUSSI).

## Histoire

### Les débuts de la société

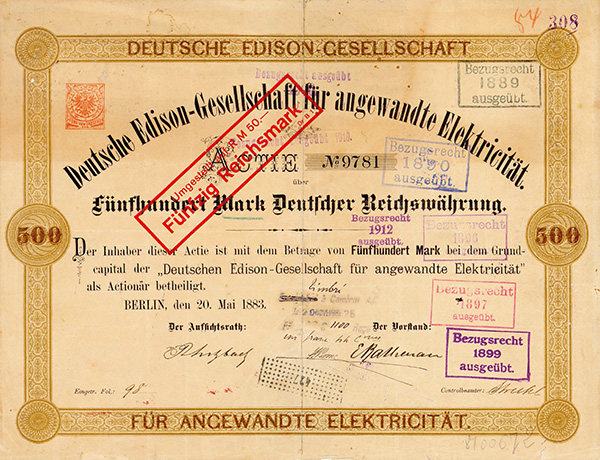
Action de la filiale allemande d'Edison (AEG)

La société vit le jour sous l'impulsion d'Emil Rathenau, qui acquit en 1883 les droits commerciaux de la lampe à incandescence d'Edison pour l'Allemagne et ouvrit un petit bureau d'études au no 26 Schlegelstraße à Berlin : la Deutsche Edison-Gesellschaft für angewandte Elektricität. Ce bureau établit en 1884 ses propres ateliers (Städtischen Elektricitätswerke, A.G.StEW) à Berlin : ils donneront naissance en 1887 à la filiale Bewag. De 1883 à 1889, leur directeur fut l’ingénieur munichois (et futur fondateur du Deutsches Museum) Oskar von Miller.
Emil Rathenau recruta Mikhaïl Dolivo-Dobrovolski en 1887 comme ingénieur en chef : ce dernier, par l'invention du premier moteur électrique industriel, popularisa le courant triphasé. En 1891, Miller et Dobrovolski profitèrent du Salon international de l'électricité de 1891 à Francfort-sur-le-Main pour montrer les possibilités de transfert d'électricité à longue distance : l’électricité, produite dans une centrale thermique de Lauffen am Neckar, était acheminée à 175 km de là par la première ligne à haute tension pour alimenter la cascade lumineuse et le hall de l'exposition (1000 lampes électriques). Ce succès public marque les débuts de l'électrification générale de l'Empire allemand par le courant alternatif (option différente des États-Unis) et annonce les succès futurs d'AEG.

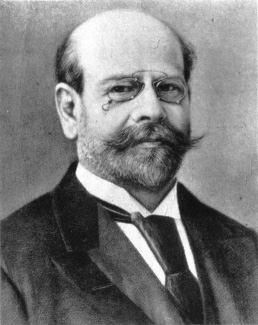
Emil Rathenau, fondateur d'AEG.
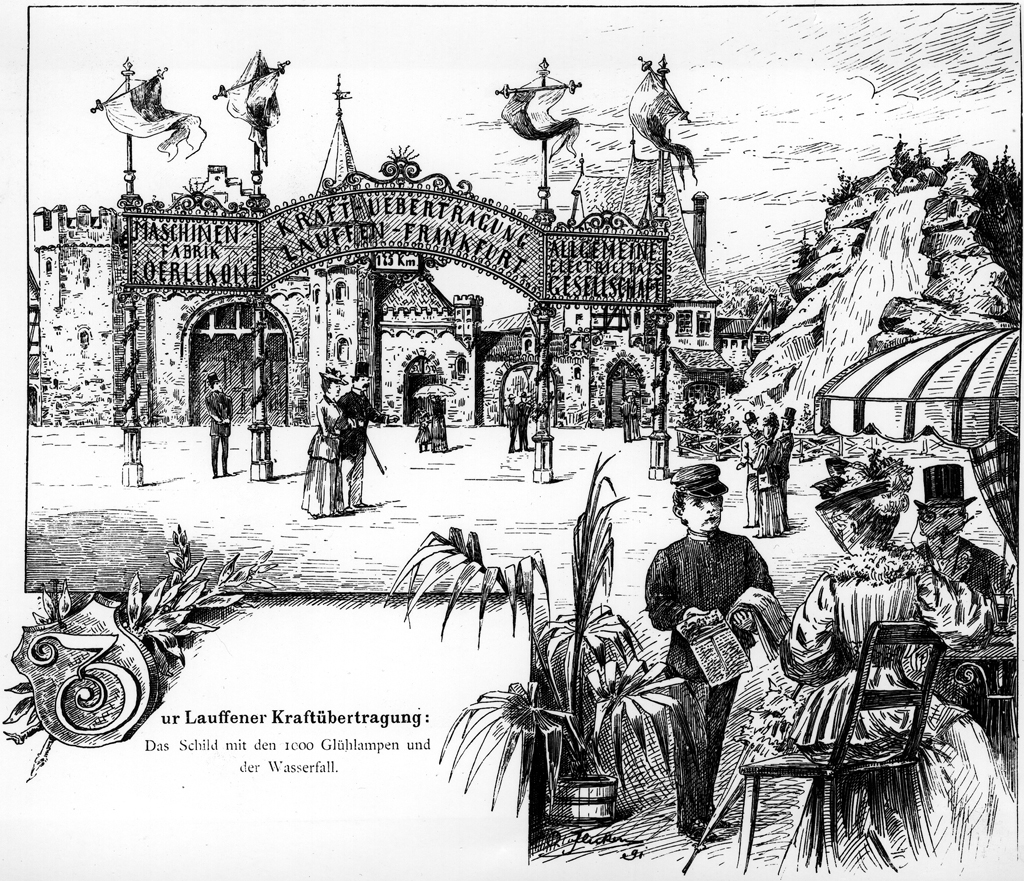
Lithographie du hall d'entrée du Salon de l’Électricité (1891) avec son arcade illuminée (1000 lampes) et sa cascade lumineuse.
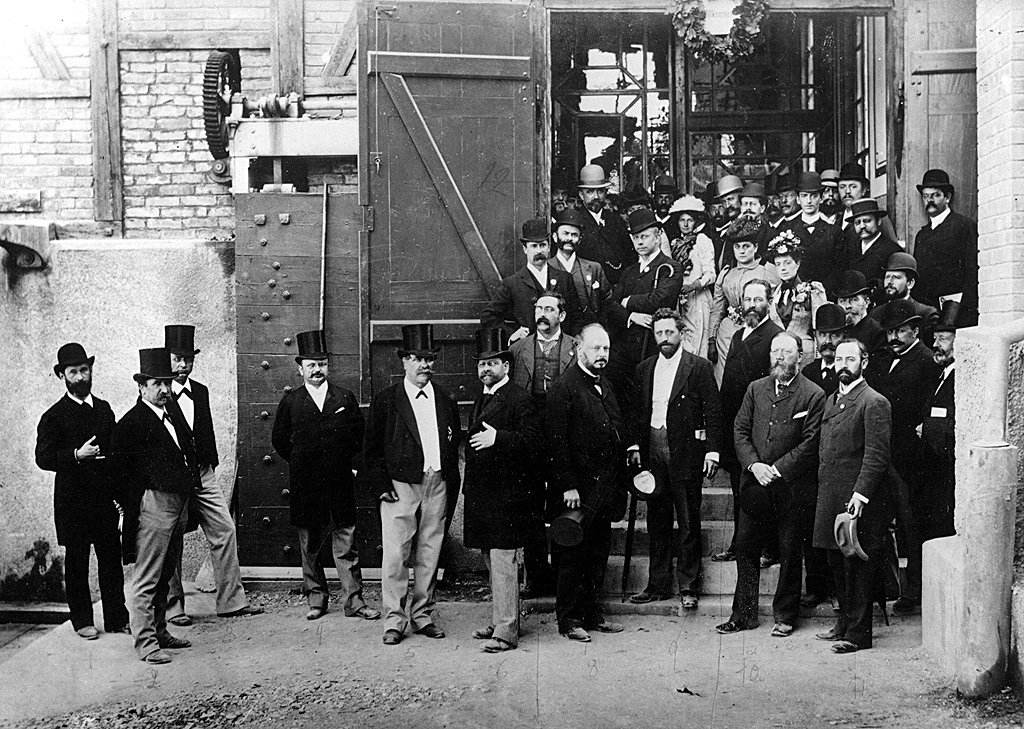
Emil Rathenau (1er rang, 6e à partir de la gauche) visite la première centrale électrique à Lauffen am Neckar, installée pour le Salon international de l’Électricité le 12 septembre 1891.

### AEG et ses extensions du nord et de l'est de Berlin

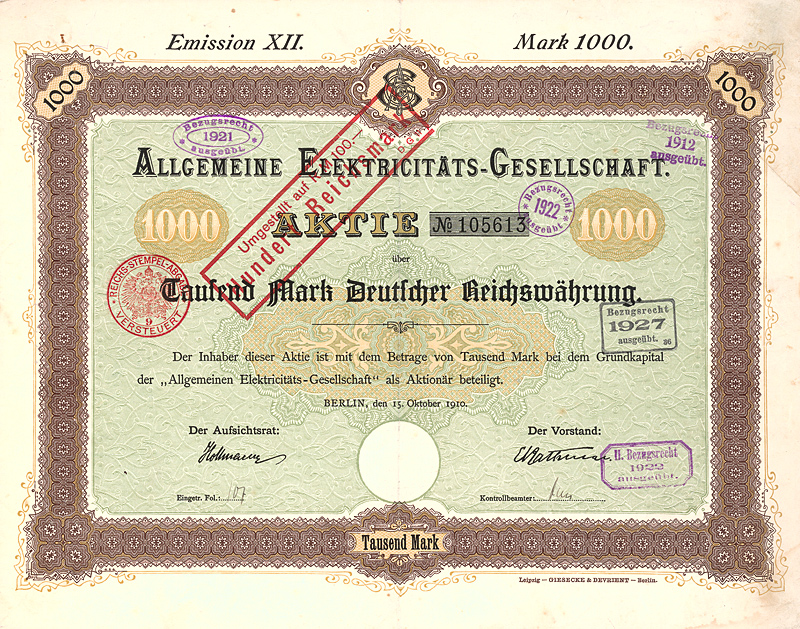
Action de 1000 Mark d'AEG (15 octobre 1910).

En 1888, la compagnie, restructurée et diversifiée, prit le nom d’Allgemeine Elektricitäts-Gesellschaft, abrégé AEG. L'architecte Paul Tropp a dirigé les chantiers d'AEG de 1889 à 1893, et Franz Schwechten a dessiné en 1894-95 la façade de l'immeuble à l'angle des rues Ackertrasse et Hussitenstrasse. Cet immeuble en brique de 5 étages occupait ainsi un angle du quartier. La compagnie racheta en 1894 les terrains de l'ancien Marché aux Bœufs, afin de connecter ses ateliers au réseau ferroviaire berlinois : en 1897, la compagnie aménagea une liaison ferroviaire souterraine entre la gare de Stettin et ses bureaux de Berlin-Gesundbrunnen par creusement d'un tunnel long de 270 m. La réalisation de cet ouvrage souterrain fut confiée à C. Schwebel et Wilhelm Lauter, les maîtres d’œuvre du tunnel sous la Spree pour le métro berlinois.

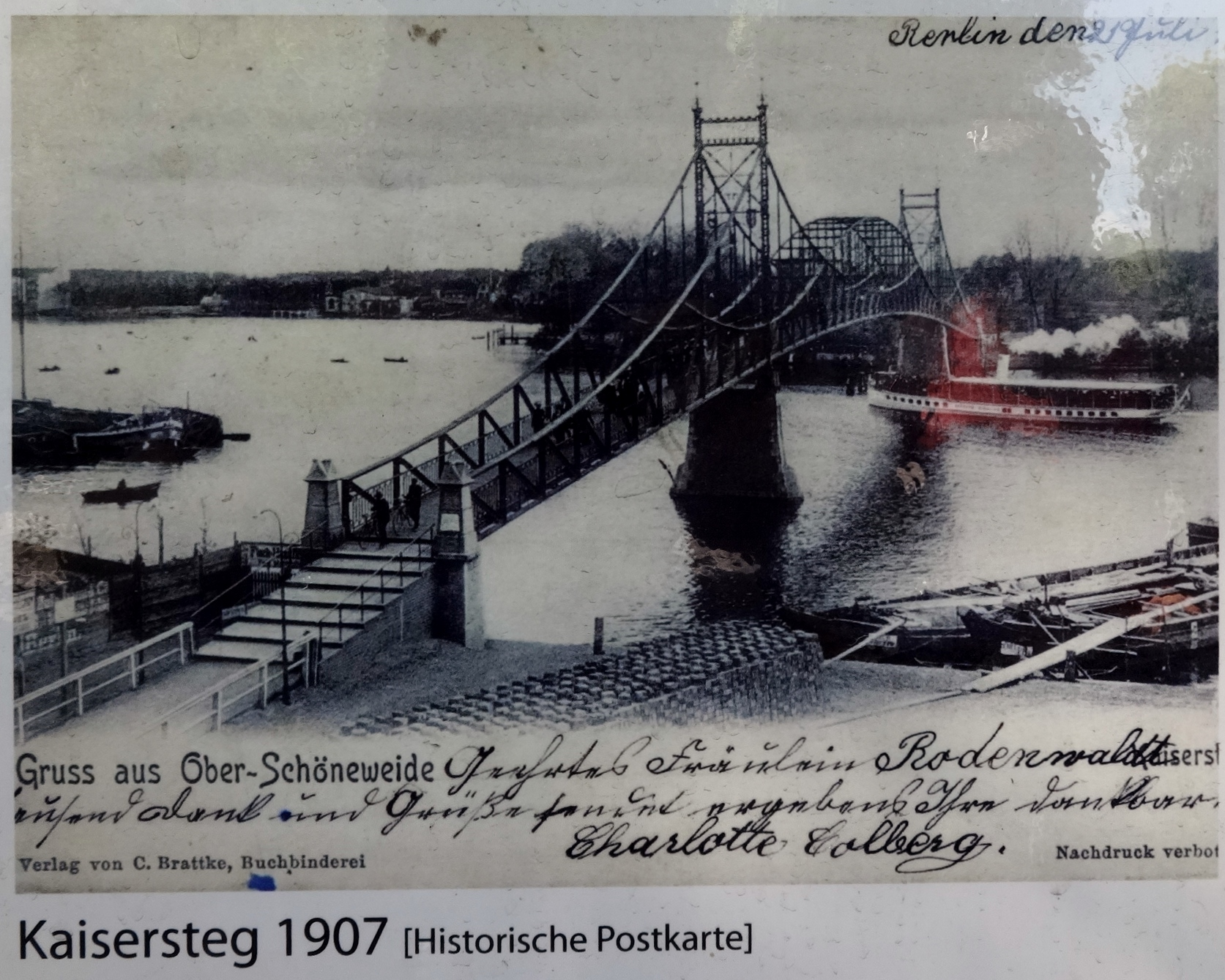
Kaisersteg, 1907

Emil Rathenau, en quête de nouveaux sites (il n'était plus possible d'étendre les usines d'AEG à Oberschöneweide ni à Gesundbrunnen) fit l’acquisition en 1895 de nouveaux terrains des berges de la Spree dans le faubourg de Moabit. Grâce au fleuve, non seulement ses usines allaient disposer de suffisamment d'eau et de rejets pour les turbines à vapeur, mais elles seraient desservies par un axe fluvial majeur de l'Empire allemand, et il allait être possible de les raccorder par une antenne ferroviaire industrielle à la ligne de Berlin à Görlitz. AEG aménagea jusqu'en 1897 sa nouvelle câblerie et la centrale électrique d'Oberspree, qui alimentait en courant tout l'est de la capitale allemande, sur diverses parcelles disséminées entre la Spree et la rue Wilhelminenhof. Pour faciliter aux usines l'accès de main d’œuvre, AEG finança la construction d'une passerelle de conception moderne, le Kaisersteg, mis en service en 1898.
À la demande de l’empereur Guillaume II, AEG et Siemens & Halske s'associèrent le 27 mai 1903 à part égales (300 000 marks-or) pour fonder la Société berlinoise de télégraphie sans fil Telefunken.

### Les apports du design et la diversification
En 1907, AEG recruta l'architecte Peter Behrens comme conseiller artistique : il était chargé de la conception esthétique des boîtiers, carters, carrosseries et emballages de toutes les gammes de produits de la marque,ainsi que des affiches de réclame et de l'architecture ; aussi est-il considéré comme l'un des premiers designers au monde. Ses créations d'horloges murales et d'horloges d'usine, ou sa bouilloire électrique, marquent des étapes-clef du design industriel. Ses créations, sans être minimalistes, tendent vers un dépouillement qui contraste avec l'exubérance et le décorum outré des articles du Gründerzeit ; pour autant, les articles aux formes historicisantes de la période pré-Behrens, notamment les lampes, continuèrent d'être commercialisées avec succès jusque dans les années 1930.
Les activités de la société AEG s'étendirent bientôt à tous les domaines des courants forts, en particulier l'éclairage, les moteurs électriques, la traction électrique, les bains d'électrochimie, et même la fabrication de turbine à vapeur, moteur Diesel, d'automobiles, de câbles et de circuits électriques. Au fil des premières décennies de son existence, elle aménagea à Berlin et sa banlieue :
- des usines de machines : dynamos, moteurs électriques, transformateurs ;
- une usine d'équipements (lampes à arc, commutateurs, boîtes à fusibles, résistances, minuteries, démarreurs, instruments de mesure de toutes sortes) ;
- une câblerie : chaudronnerie et tréfilerie, isolants au caoutchouc et au mica (micanite) ;
- une usine de lampes à incandescence et de lampes de Nernst, cédée en 1920 à Osram ;
- l'usine de turbines (turbines à vapeur) de Moabit.

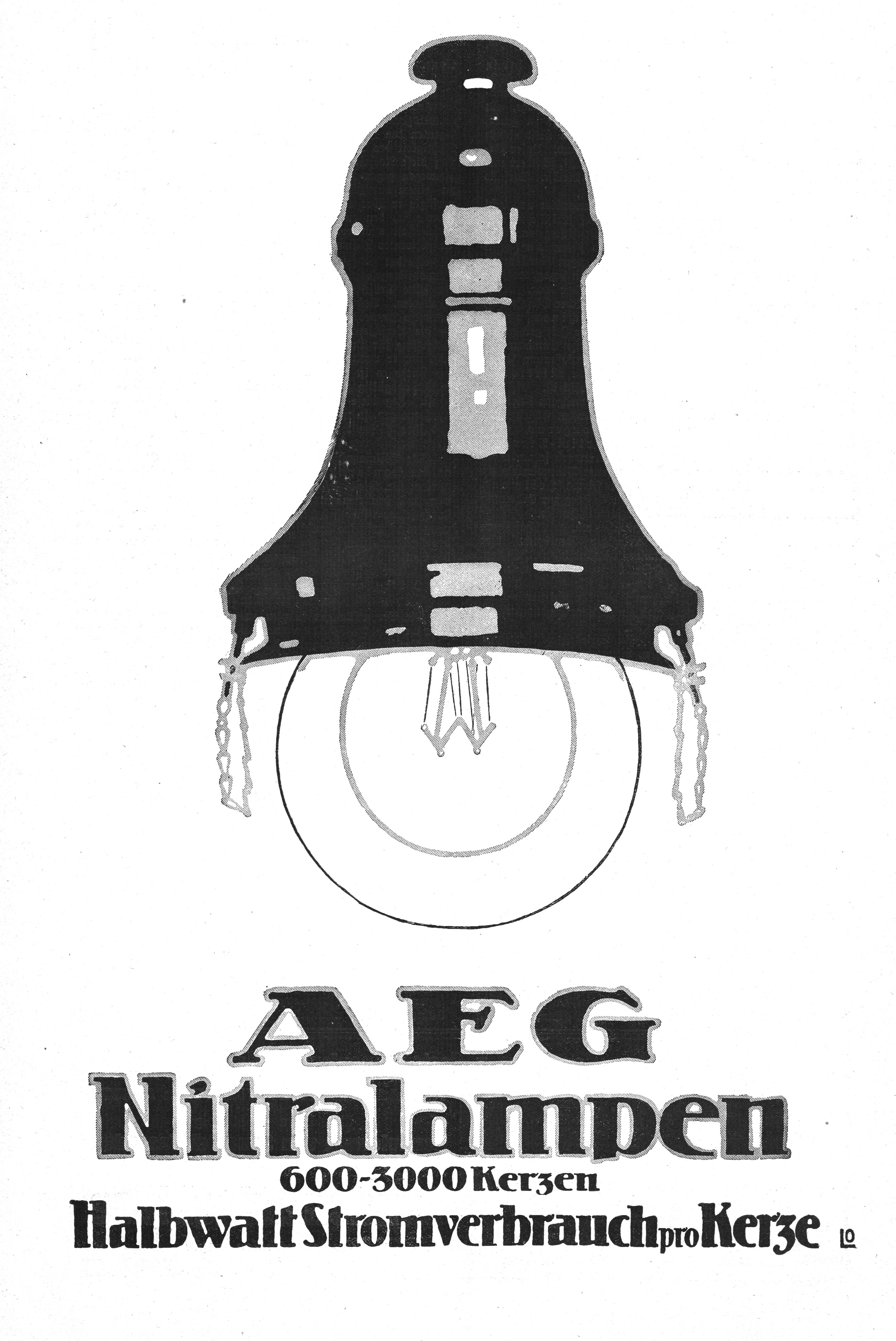
Réclame pour l'ampoule Nitra d'AEG (1913).
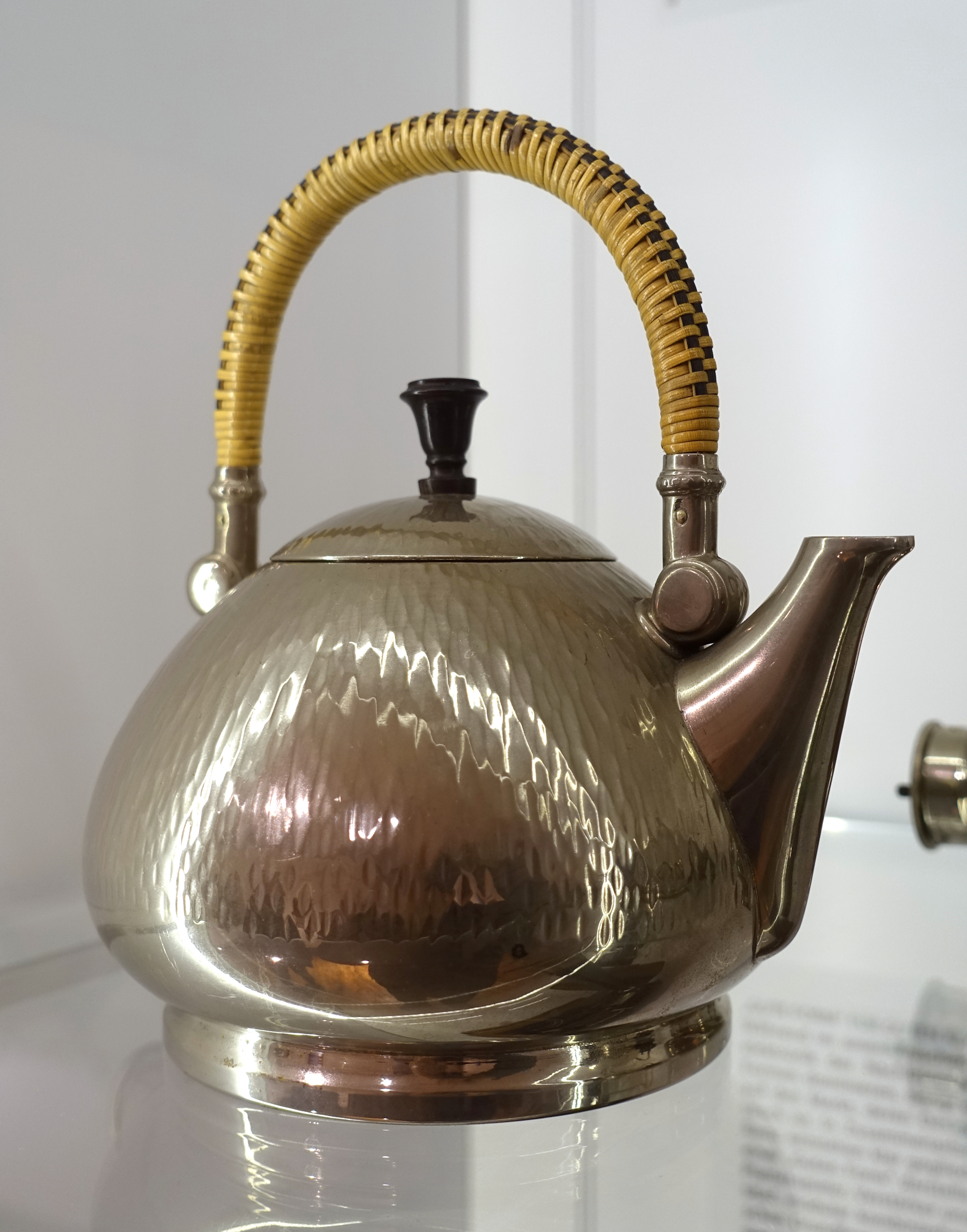
Bouilloire électrique de Peter Behrens (1907)
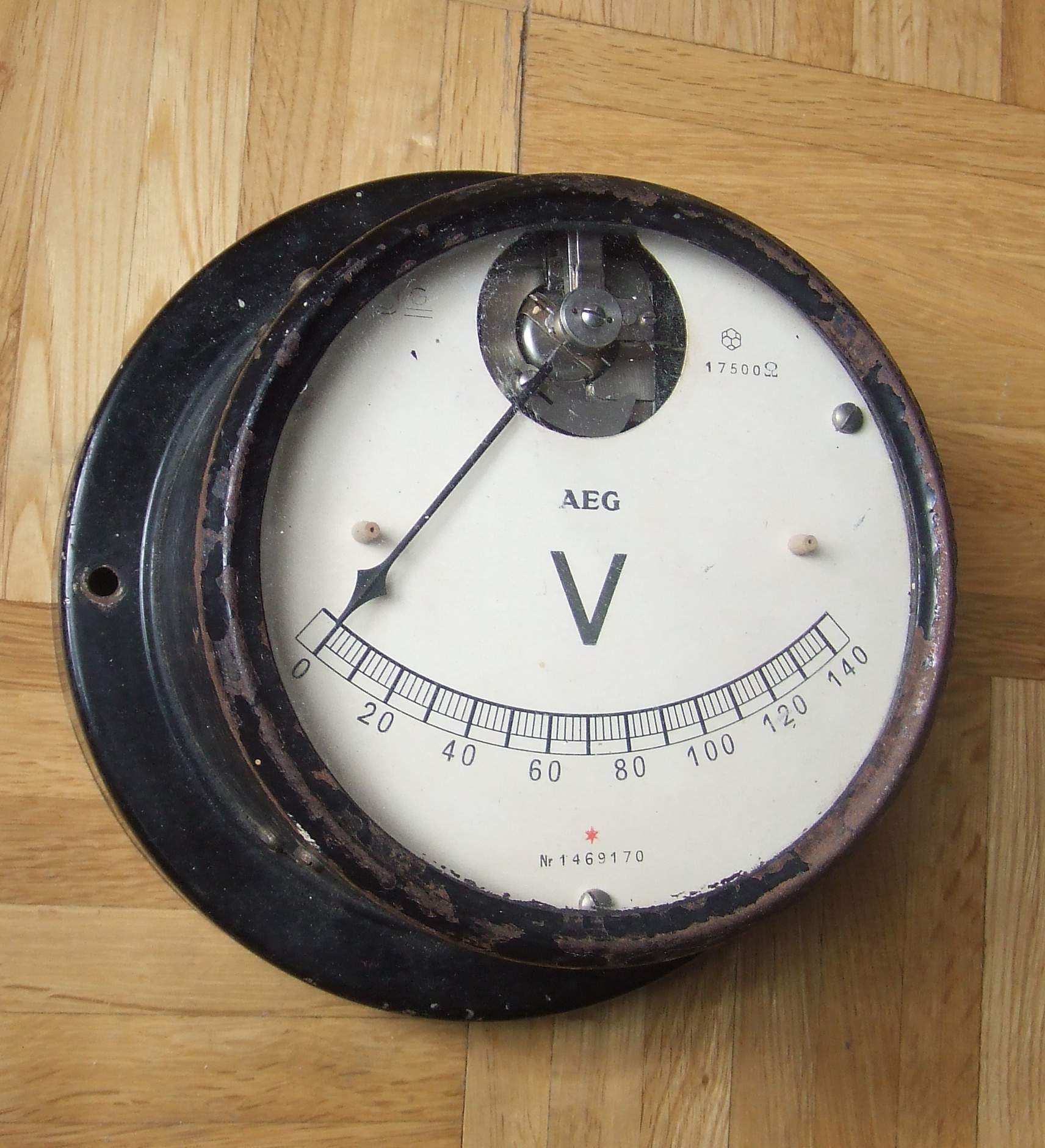
Un voltmètre AEG réalisé par Peter Behrens.
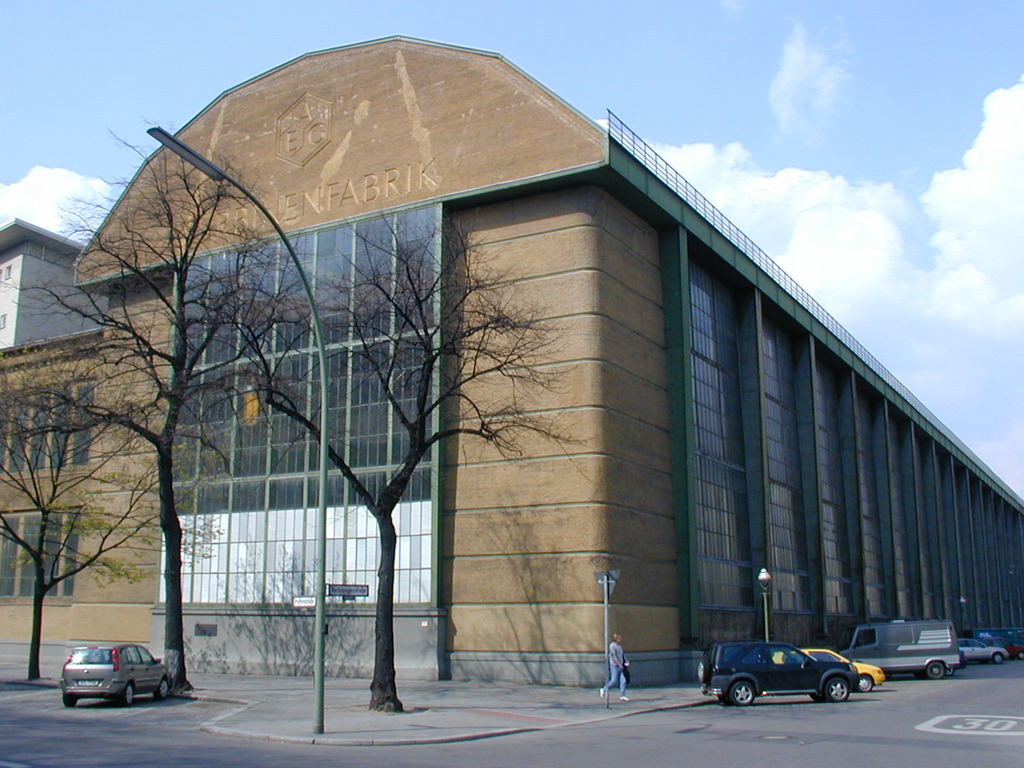
L'usine de turbines AEG mise en service en 1910, conçue par Peter Behrens.

### Activités aéronautiques
AEG a créé en 1910 à Berlin-Hennigsdorf un département aéronautique (Abteilung Flugzeugbau), initialement pour construire sous licence des biplans Wright. Le premier est réalisé en 1910. AEG créa ensuite son propre bureau d’études et produisit durant la Première Guerre mondiale 658 avions d’observation et de combat et 523 bombardiers, une seconde usine était constituée à Berlin-Johannisthal. Le 13 décembre 1917, en association avec HAPAG et le groupe Zeppelin, AEG fonda la Deutsche Luftreederei (en) (DLR), qui exploita dès le 5 février 1919 la première ligne aérienne européenne entre Berlin et Weimar au moyen de bombardiers bimoteurs LVG C.VI convertis. Cinq lignes furent rapidement ouvertes, reliant Berlin à Hambourg et Sylt, Leipzig, Swinemünde, Westerland et Gelsenkirchen. 233 passagers furent transportés durant la première année d’exploitation. Les clauses du Traité de Versailles entraînèrent la fermeture de l’usine d’avions mais la compagnie aérienne poursuivit ses activités jusqu’à sa fusion dans la Deutsche Luft Hansa. À la veille de la Seconde Guerre mondiale, l’usine AEG de Wildau développa un hélicoptère captif d’observation, à moteur électrique.

### La crise et l'influence américaine
Ruinée par la crise, la société dut céder en 1929-30 27,5% du capital au trust américain General Electric (GEC) pour 30 millions de Reichsmarks. Lors de l'assemblée générale d'AEG du 27 août 1929, Hermann Bücher dut défendre le projet face à ses actionnaires, insistant sur l'engagement de GEC de ne jamais posséder plus de 49 % du capital ; mais cet argument ne suscita que des moqueries, car tous savaient bien qu'il suffisait de 27,5 % de participations pour contrôler le groupe. Le 12 octobre 1929, Carl Friedrich von Siemens tourna en dérision le rachat partiel d'AEG lors d'un discours au Reichstag, disant : « Plusieurs dirigeants d'AEG, autrefois si fière, faute de se sentir capables de maîtriser seuls la tempête, ont prématurément lâché le gouvernail et fait appel à des capitaines étrangers ».
La société renoue alors avec l'innovation en se lançant dans l'électroménager. En 1929, elle met sur le marché son premier réfrigérateur électrique et un fer à friser, puis présente, lors du Salon international de la Radio de Berlin, en 1935, le premier magnétophone, le K1. C'est dans les locaux de la Friedrichstraße 110–112 qu'au mois d'avril 1939, la Reichspost installera son quatrième studio de télévision.

### Retour à la croissance et activité sous le Troisième Reich

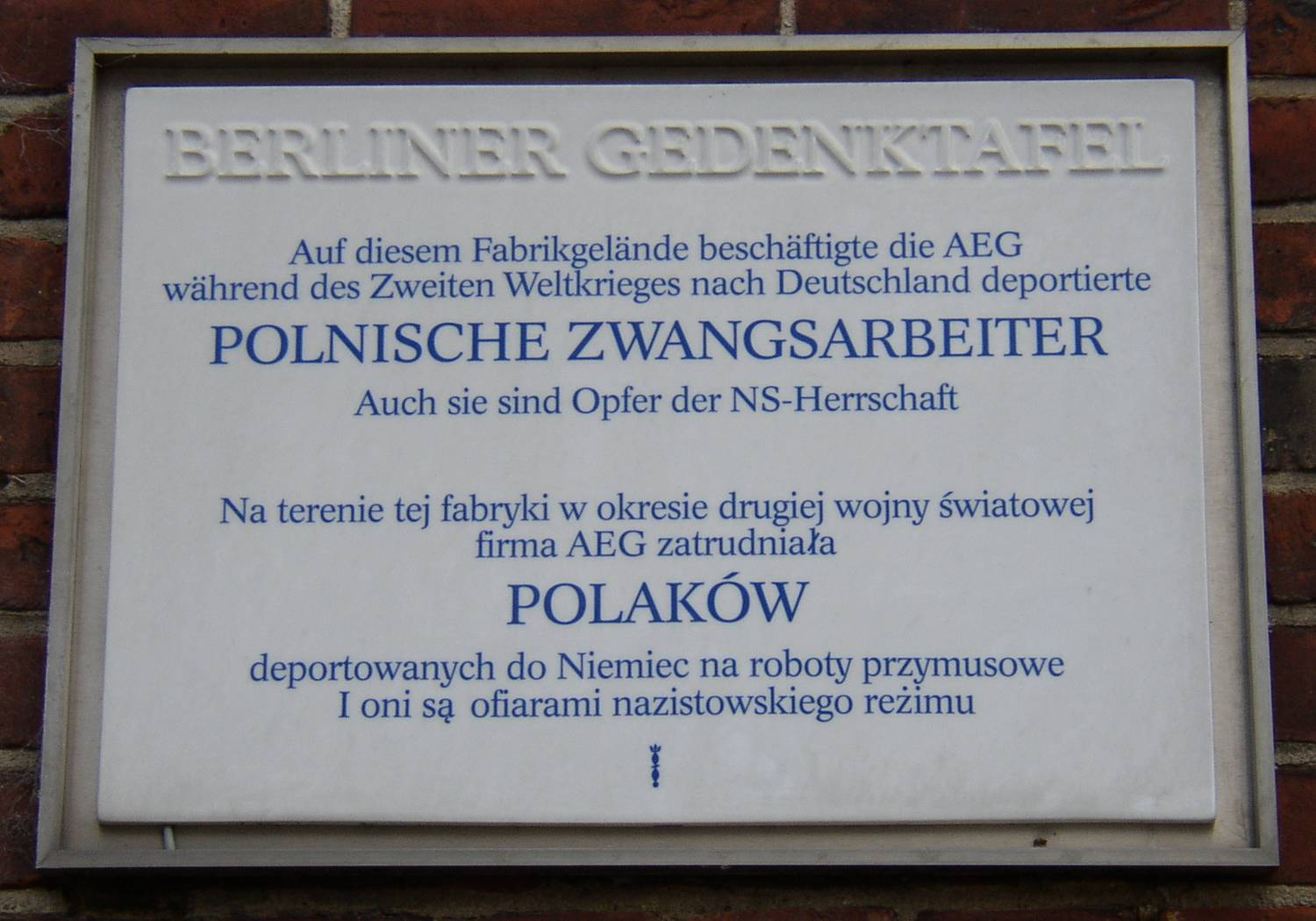
Plaque commémorative dédiée aux Polonais victimes du travail forcé à Berlin Berlin-Gesundbrunnen (25, Allée Gustav-Meyer).

Lors de la rencontre privée entre Hitler et les industriels allemands du 20 février 1933, AEG s'engage à subventionner le parti nazi à concurrence de 60 000 Reichsmarks et à participer, aux côtés d'autres industriels (Thyssen, IG Farben, Siemens), au réarmement de la nation. En 1935, AEG rachète Borsig, dont les ateliers de locomotives sont transférés à Hennigsdorf. En 1938, avec l'arrêt de sa branche automobile, AEG reconvertit les usines NAG de l'Ostendstrasse en Röhrenfabrik Oberspree (RFO), qui produira entre autres les canons à électrons pour les radars GEMA commandés par la Wehrmacht à Köpenick. 
En 1940, AEG se partage le marché avec Siemens & Halske et les deux groupes dissolvent leurs filiales communes : Siemens reprend Osram et AEG, Telefunken. AEG emploie de la main d’œuvre déportée à Berlin à partir de 1939 : elle provient de Belgique, du Danemark, de France, des Pays-Bas, de Pologne et d’Union Soviétique. Dès 1942, le groupe AEG emploie quelque 175 000 ouvriers, dont 35 % de déportés (mais certains départements emploient jusqu'à 60 % de déportés). Au cours de l'hiver 1942-43, AEG employa beaucoup plus de déportés grâce à l'ouverture d'une annexe du camp de Sachsenhausen dans l'usine de Berlin-Köpenick.
Après la capitulation de 1945, Siemens & Halske obtiendra des Alliés l'autorisation de reprendre les brevets de Telefunken. L’Administration militaire soviétique en Allemagne (SMAD) confisquera, elle, l'usine de radars RFO, rebaptisée Oberspreewerk (OSW) entre 1945 et mai 1946. Devenue enfin  Werk für Fernmeldewesen en juillet 1951, puis WF en  1960, elle reprendra ses activités de téléphonie et de télévision.

### La marque AEG après dissolution du groupe

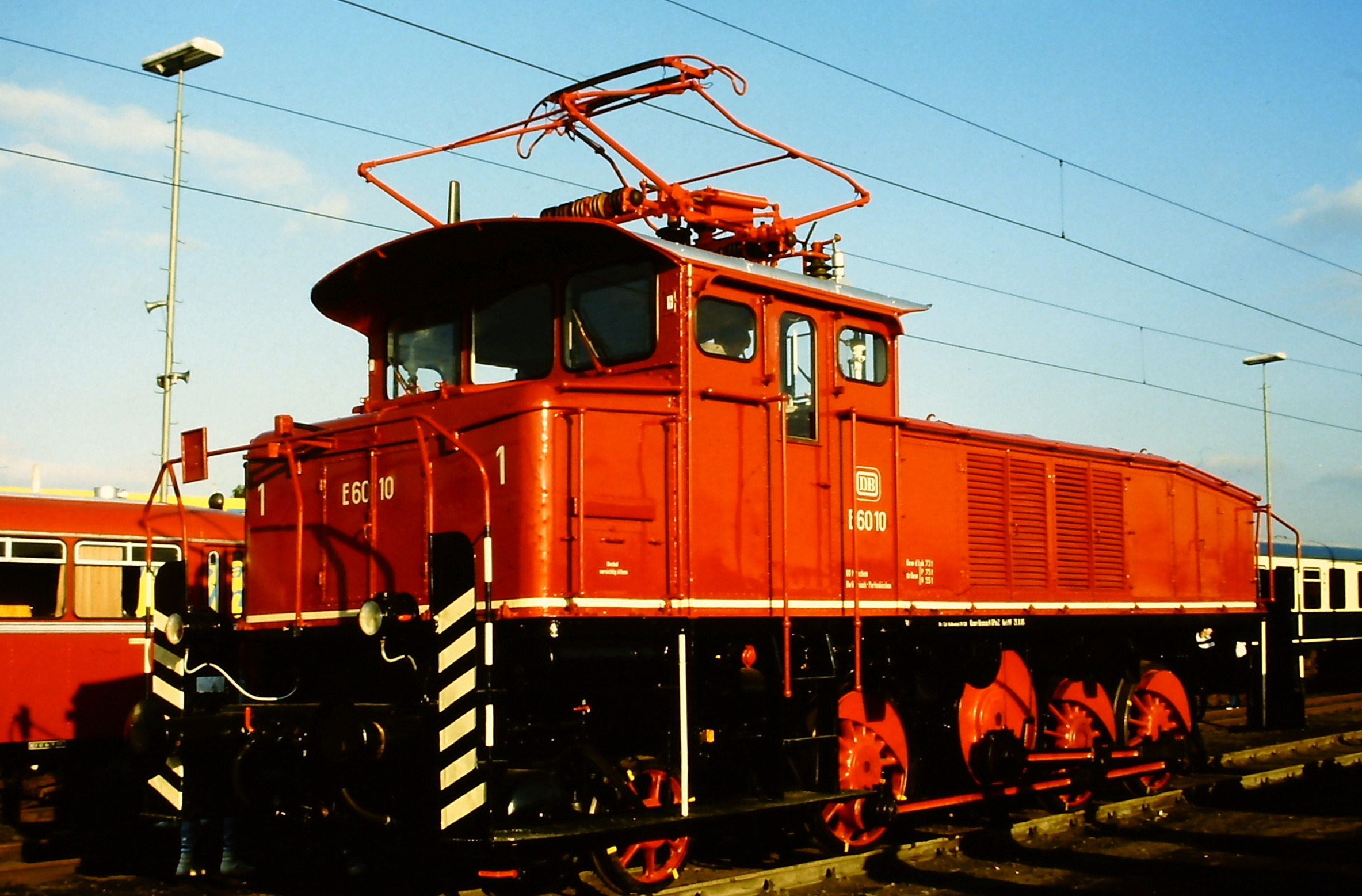
Une motrice E 60 10.

Après le démembrement du groupe, la marque, de valeur, a poursuivi son parcours. 
Elle appartient au groupe Electrolux qui l'exploite ainsi que, sous licence, de nombreuses sociétés :
- AEG Electrolux : électro-ménager ;
- ITM Technology AG : électronique grand public sous marque AEG[24],[25] ;
- AEG Elektrowerkzeuge : également appelé AEG-powertools est exploité par le groupe Honk-Kongais TTI[26],[27] ;
- AEG Haustechnik : climatiseur et équipement de chauffage[28] ;
- AEG Industrial : équipement électrique pour l'industrie[29] ;
- AEG SVS Schweiss-Technik : machines-outils[30] ;
- AEG Elektrofotografie : produits photoniques[31] ;
- AEG Gesellschaft fur moderne Informationssysteme mbH (AEG-MIS) : systèmes LCD[32] ;
- AEG ID : applications RFID (puces et lecteurs)[33] ;
- AEG Power Solutions (anciennement Saft Power systems or AEG Power Supply Systems) : production d'onduleurs [34] ;
- AEG-Telefunken (fin des années 1960 jusqu'au milieu des années 2000) ;
- AEG Olympia AG (années 1980 jusqu'au début des années 1990).

## Identité visuelle

Logo d'AEG de 1953 à 2010.
Logo d'AEG depuis septembre 2016.